# Minstrel in the Gallery
Albums de Jethro Tull
War Child
(1974) Too Old to Rock 'n' Roll: Too Young to Die!
(1976)
Singles
1. Minstrel in the Gallery
Sortie : 1975

Minstrel in the Gallery est le huitième album studio du groupe britannique Jethro Tull. Il est sorti le 5 septembre 1975 sur le label Chrysalis Records et fut produit par Ian Anderson.

## Historique
Cet album est enregistré entre le 15 mai et le 7 juin 1975 à Monte Carlo avec l'aide du studio mobile Maison Rouge (sur le verso de l'album, il est simplement écrit "enregistré quelque part en Europe"). Ian Anderson aurait composé la majorité des titres pendant la période de noël 1975 alors qu'il a quitté sa maison de Baker Street pour vivre dans des hôtels pendant près d'une année. 
Anderson avoue que cet album était techniquement un des plus réussis, mais l'harmonie qui régnait entre les musiciens lors de précédents albums n'est cette fois pas au rendez-vous. Il est alors en plein divorce avec sa première femme, la photographe Jennie Franks, et l'album reflète ses réflexions personnelles de colère et de tristesse.
Il s'agit du dernier album avec le bassiste Jeffrey Hammond, ce dernier quittant le groupe en novembre 1975 pour se consacrer à la peinture. John Glascock prendra sa place sur le prochain album, Too Old to Rock 'n' Roll: Too Young to Die!
L'album se classe à la 20e place des charts britanniques et à la 7e place du Billboard 200 américain. En France, il atteint la 15e place des meilleures ventes d'album.
Il sera réédité en 2002 avec cinq titres bonus et en 2015 pour fêter la quarantième année de sa parution, cette fois sous forme de double compact disc + double DVD.
L'illustration de la pochette est un détournement d'une lithographie de Joseph Nash.

## Liste des titres
Toutes les chansons sont de Ian Anderson, sauf Minstrel in the Gallery, écrite avec Martin Barre.

### Face 1
1. Minstrel in the Gallery – 8:12
2. Cold Wind to Valhalla – 4:19
3. Black Satin Dancer – 6:51
4. Requiem – 3:44

### Face 2
1. One White Duck / 010 = Nothing at All – 4:37
2. Baker St. Muse – 16:36
  - a) Pig-Me and the Whore
  - b) Nice Little Tune
  - c) Crash-Barrier Waltzer
  - d) Mother England Reverie
3. Grace – 0:50

### Titres bonus
- Ces titres apparaissent sur la version CD remasterisée, sortie en 2002.

1. Summerday Sands – 3:43
2. March the Mad Scientist – 1:48
3. Pan Dance – 3:25
4. Minstrel in the Gallery (en concert) – 2:11
5. Cold Wind to Valhalla (en concert) – 1:30

## Musiciens
- Ian Anderson : chant, guitare acoustique, flûte
- Martin Barre : guitares électriques
- John Evan : piano, orgue
- Jeffrey Hammond : basse, contrebasse
- Barriemore Barlow : batterie, percussions

### Musiciens additionnels
- Rita Eddowes, Elizabeth Edwards, Patrick Halling, Bridget Procter: violons
- Katharine Thullborn: violoncelle
- Dee Palmer : arrangements et direction du quintet de cordes

## Charts et certifications
| Pays             | Durée du classement | Meilleur classement |
| ---------------- | ------------------- | ------------------- |
| Allemagne        | 5 semaines          | 14e                 |
| Autriche         | 4 semaines          | 7e                  |
| Canada           | 8 semaines          | 45e                 |
| Espagne          | 2 semaines          | 58e                 |
| États-Unis       | 14 semaines         | 7e                  |
| France           | 4 semaines          | 15e                 |
| Italie           | 2 semaines          | 37e                 |
| Norvège          | 5 semaines          | 13e                 |
| Nouvelle-Zélande | 4 semaines          | 23e                 |
| Pays-Bas         | 1 semaine           | 88e                 |
| Royaume-Uni      | 6 semaines          | 20e                 |
| Suède            | 1 semaine           | 50e                 |
| Suisse           | 2 semaines          | 6e                  |

| Pays        | Certification | Ventes    | Date       |
| ----------- | ------------- | --------- | ---------- |
| États-Unis  | Or            | 500 000 + | 13/11/1975 |
| Royaume-Uni | Argent        | 60 000 +  | 01/01/1976 |

Charts singles
| Année | Single                    | Chart   | Durée du classement | Position |
| ----- | ------------------------- | ------- | ------------------- | -------- |
| 1975  | "Minstrel In the Gallery" | Hot 100 | 4 semaines          | 79e      |
| 1975  | "Minstrel In the Gallery" | FIMI    | —                   | 32e      |